# Larix eurolepis
Larix eurolepis là một loài thực vật hạt trần trong họ Pinaceae. Loài này được A.Henry mô tả khoa học đầu tiên năm 1919.